# Microplophorus magellanicus
Microplophorus magellanicus là một loài bọ cánh cứng trong họ Cerambycidae.